# Амюсса, Жан Сулема
Жа́н Сулема́ Амюсса́ (фр. Jean Zuléma Amussat) (21 ноября 1796 года, г. Сен-Мексан-Л’Эколь, департамент Дё-Севр, Франция — 13 мая 1856 года, Париж, Франция) — французский врач-хирург, анатом и педагог.

Член Парижской медицинской академии.

## Биография
Родился 21 ноября 1796 года в местечке Сен-Мексан-Л’Эколь (департамент Дё-Севр) в семье врача. Получил своё первое медицинское образование от отца — хирурга Сервана. Был призван на военную службу в 1814 году, в возрасте 17 лет. Молодому человеку пришлось проводить множество хирургических операций на поле боя во время наполеоновских войн. Во время своего пребывания в воюющей армии, он хорошо изучил анатомию, анализируя боевые повреждения на трупах солдат. После войны, несмотря на нехватку средств, отправился в Париж, чтобы продолжить своё медицинское образование. Один из его наставников был Труссель, который дал возможность участвовать в анатомических вскрытиях в больнице Сальпетриер.
Будучи студентом Парижского университета, получил должность в больнице Шарите по конкурсу. В больнице он также получил жилье — и широкие возможности продолжать своё медицинское образование. Ниламон Теодор Леминье (1770—1836), который заметил интерес в патологической анатомии, помог ему и позволил работать на своем стационаре.

Два года спустя, по конкурсу, он получил практику и вернулся в больницу Сальпетриер. Работая здесь, во время исследования спинного мозга, в частности, направленного на выявление патологических изменений, которые могут быть вызваны эпилепсией, он изобрел рахиото́м, который стал широко использоваться в хирургической практике. В это время он, также, начал давать частные лекции по анатомии для художников.

В декабре 1821 года он стал ассистентом прозектора по конкурсу, и, таким образом, появилась возможность удвоить или утроить, его познания в курсе анатомии, хирургии, и оперативного искусства. Попытка побороться за пост прозектора на факультете оказалась неудачной, так как в это время Амюсс чуть не погиб от инфекции, и его здоровье было серьезно подорвано. После ряда заболеваний, он был вынужден отказаться от участии в конкурсе на должность прозектора. При потере каких-либо перспектив на медицинском факультете и возможности работать врачом в больнице, он был вынужден заняться частной практикой.

В 1824 году он был избран членом Парижской медицинской академии, даже прежде, чем ему была присвоена степень доктора медицины.

В 1826 году он защитил докторскую диссертацию в Парижской медицинской академии на тему: «Некоторые соображения о изучении анатомии» («Quelques considérations sur l'étude de l’anatomie»). В этой работе подчёркивается важность экспериментов на животных для физиологических целей.

В 1831 году он организовал курс военно-полевой хирургии для молодых врачей, которые должны были присоединиться к Африканской армии.

Жан Сулема Амюсса скончался от дифтерии 13 мая 1856 года. Похоронен на кладбище Пер-Лашез а Париже.

Его сердце было извлечено и доставлено в Сен-Мексан-Л’Эколь (Дё-Севр) 16 января 1857 года, где и погребено. В этой же могиле покоится его сын Огюст Альфонс Амюсса (1829—1878).

## Научная деятельность
В 1827 и 1828 годах он провел ряд исследований по травматическому кровотечению и методам остановки его. Впоследствии, в 1829 году выступил с методом кручения артерий в Парижском институте. Это было гениальное изобретение Амюсса, с которым всегда будет связано его имя.
Одним из его достижений стало возвращение в хирургическую практику почти забытого sectio alta — высокого разреза — при камнях мочевого пузыря. Хотя его хирургическое интересы менялись, он сосредоточился на операции мочевого пузыря, предстательной железы и органов брюшной полости. Оригинальность его работ наглядно демонстрируют профессиональные призы, которые он получил: 2000 франков за литотрипсию, 6000 — за кручение артерий, 4000 — за описание воздушной эмболии, и 3000 — за то, что тогда называлось «искусственный анус» — колостому.

В историю мировой медицины Амюсса вошёл со следующими открытиями:
- Амюсса складка — аномальные складки мочеиспускательного канала на уровне семенного бугорка.
- Метод Амюсса — скручивание артерии, чтобы предотвратить артериальное кровотечение.
- Операция по Амюсса — формирование экстраперитонеальной колостомы в поясничной области при обструкции толстой кишки.
- Клапан Амюсса — спиральный клапан в пузырном протоке. Пузырный проток является анатомической структурой, которая соединяет желчный пузырь с общим желчным протоком.
- Амюсса признак — наличие поперечных надрывов или разрывов интимы сонных артерий вблизи бифуркации, которые обнаруживаются при вскрытии трупа в случае повешения.
- Амюсс вначале своей научной деятельности изобрел инструмент для вскрытия позвоночного столба — рахито́м (Rachitome).

Амюсса стал известным хирургом, даже не будучи сотрудником медицинского факультета университета или врачом больницы. В качестве оператор-хирурга, он был великим художником, и поклонялся своему искусству страстно, хотя и осуществлял его тщательно и умело. Как хирург, он был в целом, консервативным, но всё равно — необычно инновационным.

## Научные труды

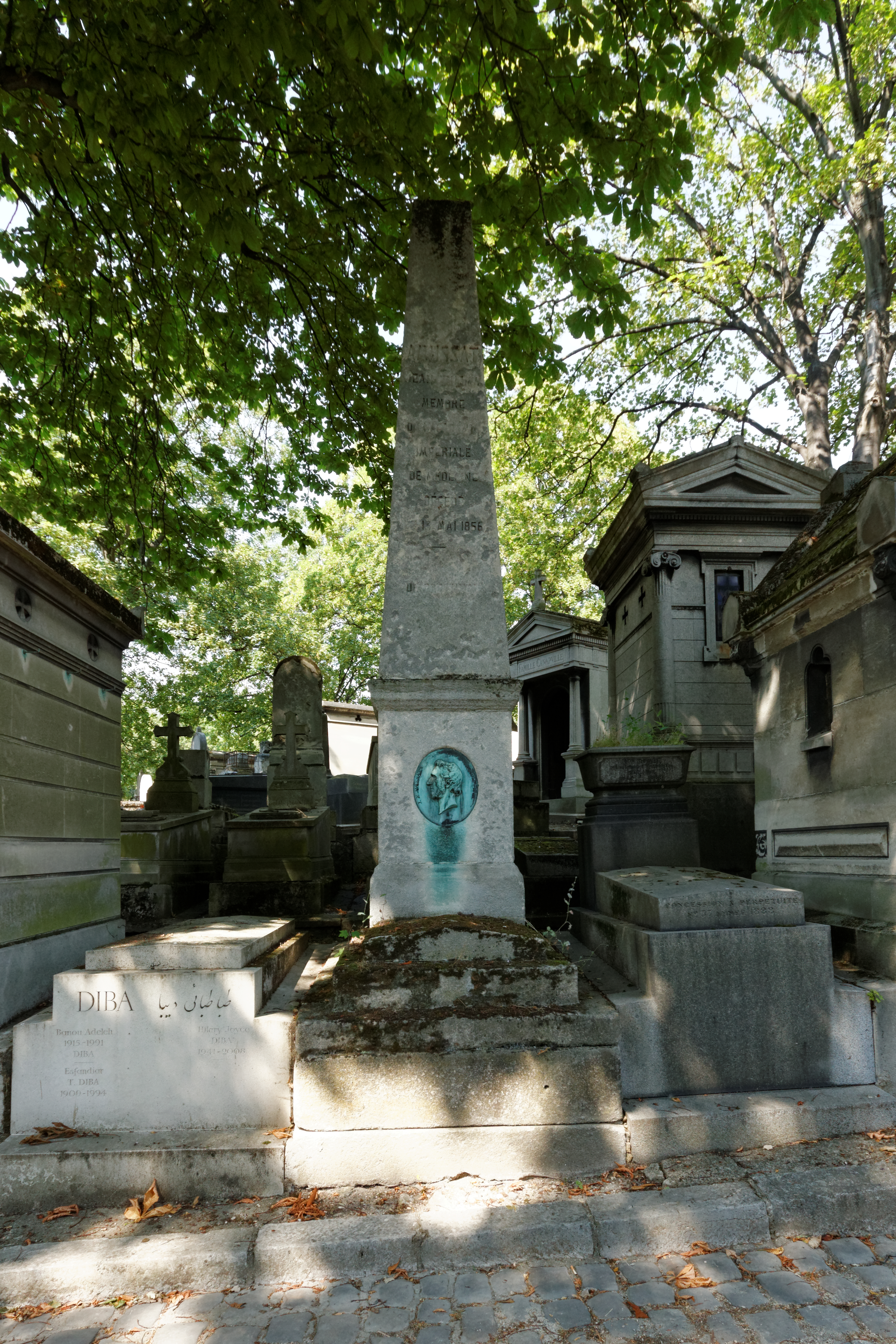
Могила Амюсса

Неважное здоровье не помешало Амюсса стать плодовитым научным писателем. Его первая работа была в «Journal de médecin» в 1819 году, его последняя, в 1854 году — трактатом о возможности лечения рака. Большая часть его работ была опубликована в докладах с заседаний медицинской академии, в изданиях «Archives générales de médecine».
Наиболее значимыми работами можно считать:
- Note sur la possibilité de sonder l’urètre de l’homme avec une sonde tout-à-fait droite, sans blesser le canal; ce qui à donné l’idée d’extraire les petits calculs urinaires encore contenus dans la vessie, et de briser le gros avec la pince d Hunter modifiée. Nouveau journal de médecine, T. 13, 1822. (о строении мочевыделительной системы человека и литотрипсии);
- Recherches sur l’appareil biliaire, 1824 (о строении желчного аппарата);
- Quelques considérations sur l’étude de l’anatomie. Thèse. 33 pages. Paris, 1826, No. 186. (об использовании животных в физиологических экспериментах);
- Sur les sondes urétrales. 1827. (о зондировании мочевого пузыря);
- Lithotritie et lithotomie. 1827 (о литотрипсии и литотомии);
- Torsion des artères; Archives générales de médecine, Paris, 1829, 20: 606—610. (о скручивании артерий);
- «Amussat’s lessons on retention of urine, caused by strictures of the urethra, and on the diseases of the urethra». Edited by A. Petit. Translated from the French by James P. Jervey, M. D. 3 p. 1., 246 pages. Charleston, S. C. J. Dowling, 1836. (о работах Амюсса в области заболеваний мочевыделительной системы).

## Педагогическая и общественная деятельность
Амюсса начал преподавать ещё будучи студентом, а потом преподавал на кафедре анатомии, вёл курсы операционной, перевязочной и экспериментальной хирургии. Он также проводил еженедельные хирургические конференции, на которых местные и иностранные врачи приглашались поделиться своим опытом.

Будучи доброжелательным человеком, он основал общество взаимопомощи для врачей. Он, также, учредил премию за лучшие научные работы в области экспериментальной хирургии, которая надолго пережила его.

## Память
Существовала премия его имени («prix Amussat») за лучшие работы по хирургии, которая составляла 1000 франков и выдавалась с периодичностью — один раз в два года.